# Копа Америка у фудбалу за жене 2022.
Копа Америка у фудбалу за жене 2022. (шп. Copa América Femenina 2022), је било девето издање Јужноамеричког женског првенства у фудбалу (сада познатог као Копа Америка Феменина) и одредила репрезентацију из Конмебола за СП у фудбалу за жене 2023. и фудбалски турнир ОИ 2024. Турнир је одигран између 8. и 30. јула 2018. у Колумбији.
Турнир је служио као квалификациони турнир Јужне Америке за Светско првенство у фудбалу за жене 2023. које се одржавало у Аустралији и Новом Зеланду, обезбеђујући три директна квалификациона места и два места у плеј-офу за Светско првенство за жене  и још три места за 2023. Турнир Панамеричких игара у Сантјагу (поред Чилеа који се аутоматски квалификовао као домаћин). Поред тога, два финалиста су се квалификовала за фудбалски турнир на Летњим олимпијским играма 2024. у Француској. После овог издања, турнир би се одржавао сваке две године уместо на четири.
Бразил, четвороструки бранилац титуле, победио је Колумбију са 1 : 0 у финалу и освојио своју 8. титулу.  Као победнице, такмичиће се на инаугурационој женској финалисими 2023. против Енглеске, победнице УЕФА Европског првенства за жене 2022. године.

## Екипе учеснице
Свих десет националних фудбалских репрезентација чланице Конмебола учествовало је наКупу Америке у фудбалу за жене 2022. У наставку су информације, статистике, о репрезентације пре завршетка конкурса:
| Екипе учеснице | Екипе учеснице | Екипе учеснице                                        | Екипе учеснице                          | Екипе учеснице |
| Екипа          | Број учешће    | Достигнућа                                            | Рангирање на ФИФАиној листи пре турнира |                |
| -------------- | -------------- | ----------------------------------------------------- | --------------------------------------- | -------------- |
| Аргентина      | 8              | Шампионке (2006)                                      | 35                                      |                |
| Боливија       | 8              | Пето место (1995)                                     | 91                                      |                |
| Бразил         | 9              | Шампионке (1991, 1995, 1998, 2003, 2010, 2014 и 2018) | 9                                       |                |
| Чиле           | 9              | Другопласирани (1991 и 2018)                          | 38                                      |                |
| Колумбија      | 7              | Другопласирани (2010 . 2014)                          | 28                                      |                |
| Еквадор        | 8              | Треће место (2014)                                    | 68                                      |                |
| Парагвај       | 7              | Четврто место (2006)                                  | 50                                      |                |
| Перу           | 7              | Треће место (1998)                                    | 66                                      |                |
| Уругвај        | 7              | Треће место (2006)                                    | 71                                      |                |
| Венецуела      | 8              | Треће место (1991)                                    | 52                                      |                |

## Градови и стадиони
Места су објављена 16. децембра 2021. Турнир је одржан у три града: Кали, Букараманга и Арменија.
| БукарамангаКалиАрменија |                        |                       |                   |
| БукарамангаКалиАрменија | Арменија               | Букараманга           | Кали              |
| ----------------------- | ---------------------- | --------------------- | ----------------- |
| БукарамангаКалиАрменија | Сентенарио де Арменија | Стадион Алфонсо Лопез | Стадион Олимпико  |
| БукарамангаКалиАрменија | Капацитет: 20.716      | Капацитет: 28.000     | Капацитет: 35.405 |
| БукарамангаКалиАрменија |                        |                       |                   |

## Жреб
Жреб турнира одржан је 7. априла 2022. у 11:00 COT (UTC−5), у Асунсиону, Парагвај. Шешири су распоређени према резултатима тимова добијених на Копа Америка за жене 2018. Домаћин, Колумбија и Бразил (актуелни шампион) су распоређени на места А1 и Б1.
| Носиоци                                | 1. шешир         | 2. шешир             | 3. шешир           | 4. шешир       |
| -------------------------------------- | ---------------- | -------------------- | ------------------ | -------------- |
| Колумбија (Група А) · Бразил (Група Б) | Чиле · Аргентина | Парагвај · Венецуела | Боливија · Уругвај | Перу · Еквадор |

## Групна фаза
Две најбоље екипе из сваке групе пласирале су се у полуфинале, док су две трећепласиране играле меч за пето место.
Сва времена су локална, COT (UTC−5).

### У случају изједначених резултата
Тимови су рангирани по бодовима (3 бода за победу, 1 бод за реми и 0 бодова за пораз). У случају изједначења по броју поена, следећи критеријуми би се користили за одређивање рангирања:
1. Поени добијени у утакмицама између дотичних тимова,
2. Разлика голова у утакмицама између дотичних тимова,
3. Број голова постигнутих у утакмицама између дотичних тимова,
4. Гол-разлика у свим утакмицама у групи,
5. Број постигнутих голова у свим утакмицама у групи,
6. Најмање црвених картона,
7. Најмање жутих картона,
8. Жребање.

### Група А
| Pos | Тим       | О | П | Н | И | ГД | ГП | ГР  | Бод. | Qualification                               |
| --- | --------- | - | - | - | - | -- | -- | --- | ---- | ------------------------------------------- |
| 1   | Колумбија | 4 | 4 | 0 | 0 | 13 | 3  | +10 | 12   | Квалификаовали се за полуфинале             |
| 2   | Парагвај  | 4 | 3 | 0 | 1 | 9  | 7  | +2  | 9    | Квалификаовали се за полуфинале             |
| 3   | Чиле      | 4 | 2 | 0 | 2 | 9  | 8  | +1  | 6    | Квалификаовали се за утакмица за пето место |
| 4   | Еквадор   | 4 | 1 | 0 | 3 | 9  | 7  | +2  | 3    |                                             |
| 5   | Боливија  | 4 | 0 | 0 | 4 | 1  | 16 | −15 | 0    |                                             |

| Боливија             | 1 : 6                               | Еквадор |
| -------------------- | ----------------------------------- | --- |
| Ерика салватиера 59’ | Извештај (ФИФА) Извештај (Конмебол) | Најели Болањос 19’, 90+4’ · Дана Песантез 37’ · Мартина Агире 41’ · Гианина Латанзио 70’ · Хоселин Еспиналес 76’ |

| Колумбија                                                           | 4 : 2                               | Парагвај                             |
| ------------------------------------------------------------------- | ----------------------------------- | ------------------------------------ |
| Данијела Монтоја 22’, 59’ · Мајра Рамирез 33’ · Мануела Ванегас 82’ | Извештај (ФИФА) Извештај (Конмебол) | Хесика Мартинез 27’ · Фани Гауто 90’ |

| Парагвај                                                        | 3 : 2                               | Чиле                                 |
| --------------------------------------------------------------- | ----------------------------------- | ------------------------------------ |
| Ребека Фернандез 3’ · Хесика Мартинез 12’ · Фабиола Сандвал 56’ | Извештај (ФИФА) Извештај (Конмебол) | Даниела Пардо 34’ · Јени Акуња 90+2’ |

| Боливија | 0 : 3                               | Колумбија                                                         |
| -------- | ----------------------------------- | ----------------------------------------------------------------- |
|          | Извештај (ФИФА) Извештај (Конмебол) | Лејси Сантос 21’ · Ерика Моралес 70’ (а.г.) · Данијела Аријас 78’ |

| Парагвај                                   | 2 : 0                               | Боливија |
| ------------------------------------------ | ----------------------------------- | -------- |
| Рамона Мартинез 10’ · Ребека Фернандез 71’ | Извештај (ФИФА) Извештај (Конмебол) |          |

| Чиле                             | 2 : 1                               | Еквадор           |
| -------------------------------- | ----------------------------------- | ----------------- |
| Камила Саез 40’ · Јени Акуња 76’ | Извештај (ФИФА) Извештај (Конмебол) | Мартина Агире 78’ |

| Чиле                                                                                             | 5 : 0                               | Боливија |
| ------------------------------------------------------------------------------------------------ | ----------------------------------- | -------- |
| Франциска Лара 7’, 45+1’ · Ерика Салватиера 14’ (а.г.) · Јесенија Лопез 17’ · Мери Валенсија 76’ | Извештај (ФИФА) Извештај (Конмебол) |          |

| Еквадор           | 1 : 2                               | Колумбија                               |
| ----------------- | ----------------------------------- | --------------------------------------- |
| Никол Чаркопа 34’ | Извештај (ФИФА) Извештај (Конмебол) | Мајра Рамирез] 30’ · Линада Каиседо 45’ |

| Колумбија                                                                        | 4 : 0                               | Чиле |
| -------------------------------------------------------------------------------- | ----------------------------------- | ---- |
| Каталина Усме 4’ · Данијела Аријас 11’ · Мануела Ванегас 37’ · Лиана салазар 41’ | Извештај (ФИФА) Извештај (Конмебол) |      |

| Еквадор          | 1 : 2                               | Парагвај                                |
| ---------------- | ----------------------------------- | --------------------------------------- |
| Керљи Реал 45+1’ | Извештај (ФИФА) Извештај (Конмебол) | Хесика Мартинез 30’ · Лисе Чаморо 90+1’ |

### Група Б
| Pos | Тим       | О | П | Н | И | ГД | ГП | ГР  | Бод. | Qualification                               |
| --- | --------- | - | - | - | - | -- | -- | --- | ---- | ------------------------------------------- |
| 1   | Бразил    | 4 | 4 | 0 | 0 | 17 | 0  | +17 | 12   | Квалификаовали се за полуфинале             |
| 2   | Аргентина | 4 | 3 | 0 | 1 | 10 | 4  | +6  | 9    | Квалификаовали се за полуфинале             |
| 3   | Венецуела | 4 | 2 | 0 | 2 | 3  | 5  | −2  | 6    | Квалификаовали се за утакмица за пето место |
| 4   | Уругвај   | 4 | 1 | 0 | 3 | 6  | 9  | −3  | 3    |                                             |
| 5   | Перу      | 4 | 0 | 0 | 4 | 0  | 18 | −18 | 0    |                                             |

| Уругвај | 0 : 1                               | Венецуела              |
| ------- | ----------------------------------- | ---------------------- |
|         | Извештај (ФИФА) Извештај (Конмебол) | - Дејна Кастељанос 78’ |

| Бразил                                                             | 4 : 0                               | Аргентина |
| ------------------------------------------------------------------ | ----------------------------------- | --------- |
| - Адријана 28’, 58’ - Биа Занерато Беатриз 36’ (пен.) - Дебиња 87’ | Извештај (ФИФА) Извештај (Конмебол) |           |

| Уругвај | 0 : 3                               | Бразил                             |
| ------- | ----------------------------------- | ---------------------------------- |
|         | Извештај (ФИФА) Извештај (Конмебол) | - Адријана 32’, 48’ - Дебиња 45+2’ |

| Аргентина                                                                                 | 4 : 0                               | Перу |
| ----------------------------------------------------------------------------------------- | ----------------------------------- | ---- |
| - Јамила Родригез 18’ - Флоренција Бонсегундо 52’ - Елана Стабиле 62’ - Ерика лонигро 84’ | Извештај (ФИФА) Извештај (Конмебол) |      |

| Аргентина                                                                      | 5 : 0                               | Уругвај |
| ------------------------------------------------------------------------------ | ----------------------------------- | ------- |
| - Естефанија Банини 43’ - Јамила Родригез 51’, 64’, 69’ - Елиана Стабиле 90+5’ | Извештај (ФИФА) Извештај (Конмебол) |         |

| Перу | 0 : 2                               | Венецуела                                   |
| ---- | ----------------------------------- | ------------------------------------------- |
|      | Извештај (ФИФА) Извештај (Конмебол) | - Дејна Кастељанос 39’ - Оријана Алтуве 64’ |

| Венецуела | 0 : 4                               | Бразил                                                        |
| --------- | ----------------------------------- | ------------------------------------------------------------- |
|           | Извештај (ФИФА) Извештај (Конмебол) | - Биа Занерато Беатриз 22’ - Ари Боргес 51’ - Дебиња 58’, 65’ |

| Перу | 0 : 6                               | Уругвај                                                                                     |
| ---- | ----------------------------------- | ------------------------------------------------------------------------------------------- |
|      | Извештај (ФИФА) Извештај (Конмебол) | Памела Гонзалез 51’, 76’ · Белен Акино 58’ · Есперанза Пизаро 61’, 89’ · Химена Велазко 66’ |

| Бразил | 6 : 0                               | Перу |
| --- | ----------------------------------- | ---- |
| Дуда Францелино 1’ · Дуда Сампаио 17’ · Гејсе Фереира 41’ · Дуда Сантос 44’ (пен.) · Фе Палермо 48’ · Адријана 50’ (пен.) | Извештај (ФИФА) Извештај (Конмебол) |      |

| Венецуела | 0 : 1                               | Аргентина                   |
| --------- | ----------------------------------- | --------------------------- |
|           | Извештај (ФИФА) Извештај (Конмебол) | - Флоренција Бонсекундо 63’ |

## Нокаут фаза
У нокаут фази, у случају да су плеј-оф за пето место, полуфинале и плеј-оф за треће место били изједначени на крају 90 минута нормалног времена за игру, не би се играли продужеци и меч би одлучивао директно извођење пенала. Само ако би финале било изједначено на крају регуларног времена за игру, играли би се продужеци (два периода од по 15 минута), при чему би сваком тиму било дозвољено да изврши додатну замену. Ако и после продужетака остане нерешено, финале ће бити одлучено извођењем једанаестераца како би се одредили шампиони..

### Мрежа
|  | Полуфинале            | Полуфинале |                       |   | Финале | Финале |
|  |                       |            |                       |   |        |        |
|  | 25. јул – Букараманга |            |                       |   |        |        |
|  |                       |            |                       |   |        |        |
|  | Колумбија             | 1          |                       |   |        |        |
|  | Колумбија             | 1          | 30. јул – Букараманга |   |        |        |
|  | Аргентина             | 0          |                       |   |        |        |
|  | Аргентина             | 0          | Колумбија             | 0 |        |        |
|  | 26. јул – Букараманга |            | Колумбија             | 0 |        |        |
|  |                       | Бразил     | 1                     |   |        |        |
|  | Бразил                | Бразил     | 1                     | 2 |        |        |
|  | Бразил                |            |                       | 2 |        |        |
|  | Парагвај              | 0          |                       |   |        |        |
|  | Парагвај              | 0          |                       |   |        |        |

|  | Утакмица за пето место |       |
|  |                        |       |
|  | 24. јул – Арменија     |       |
|  |                        |       |
|  | Чиле (пен.)            | 1 (4) |
|  | Чиле (пен.)            | 1 (4) |
|  | Венецуела              | 1 (2) |
|  | Венецуела              | 1 (2) |

|  | Утакмица за треће место |   |
|  |                         |   |
|  | 29. јул – Арменија      |   |
|  |                         |   |
|  | Аргентина               | 3 |
|  | Аргентина               | 3 |
|  | Парагвај                | 1 |
|  | Парагвај                | 1 |

### Утакмица за пето место
Победник меча за пето место пласирао се у међуконфедерацијски плеј-оф.
| Чиле                                                                                | 1 : 1                              | Венецуела                                                       |
| ----------------------------------------------------------------------------------- | ---------------------------------- | --------------------------------------------------------------- |
| - Данијела Замора 65’                                                               | Извештај (ФИФА Извештај (Конмебол) | - Дејна Кастељанос 90+2’                                        |
| Пенали                                                                              |                                    |                                                                 |
| - Франциска Лара - Карен Араја - Данијела Замора - Росарио Балмаседа - Карла Гереро | 4–2                                | - Дејна Кастељанос - Кика Морено - Оријана Алтуве - Исаура Висо |

### Полуфинале
Победници полуфинала су се квалификовали за Светско првенство у фудбалу за жене 2023. и на Олимпијске игре 2024.
| Колумбија         | 1 : 0                               | Аргентина |
| ----------------- | ----------------------------------- | --------- |
| Линда Каиседо 63’ | Извештај (ФИФА) Извештај (Конмебол) |           |

| Бразил                                    | 2 : 0                               | Парагвај |
| ----------------------------------------- | ----------------------------------- | -------- |
| Ари Борхес 16’ · Биа Занерато Беатриз 28’ | Извештај (ФИФА) Извештај (Конмебол) |          |

### Утакмица за треће место
Победник меча за треће место пласирао су се на Светско првенство у фудбалу за жене 2023. Поражени се пласирао у међуконференцијски плеј-оф.
| Аргентина                                              | 3 : 1                               | Парагвај                |
| ------------------------------------------------------ | ----------------------------------- | ----------------------- |
| Јамила Родригез 78’, 90+1’ · Флоренција Бонсегундо 90’ | Извештај (ФИФА) Извештај (Конмебол) | Ромина Нуњез 39’ (а.г.) |

### Финале
| Колумбија | 0 : 1                               | Бразил              |
| --------- | ----------------------------------- | ------------------- |
|           | Извештај (ФИФА) Извештај (Конмебол) | - Дебиња 39’ (пен.) |

## Статистика

### Голгетерке
Укупно је постигнуто  87 голова у 25 утакмица, с просеком од 3.48 гола по утакмици.
6 голова
- Јамила Родригез

5 голова
- Адријана Леал да Силва
- Дебиња

3 гола
- Флоренција Бонсегундо
- Биа Беатриз Занерато
- Хесика Мартинез
- Дејна Кастељанос

## Награде
| Награда         | Победник                    |
| --------------- | --------------------------- |
| Златна лопта    | Линда Каиседо               |
| Златна копачка  | Јамила Родригез (6. голова) |
| Златна рукавица | Лорена                      |
| Ферплеј         | Чиле                        |

### Финална табела
Ова табела приказује рангирање тимова на крају турнира.

| Pos | Тим       | О | П | Н | И | ГД | ГП | ГР  | Бод. | Финални резултат           |
| --- | --------- | - | - | - | - | -- | -- | --- | ---- | -------------------------- |
| 1   | Бразил    | 6 | 6 | 0 | 0 | 20 | 0  | +20 | 18   | Шампионке                  |
| 2   | Колумбија | 6 | 5 | 0 | 1 | 14 | 4  | +10 | 15   | Друго место                |
| 3   | Аргентина | 6 | 4 | 0 | 2 | 13 | 6  | +7  | 12   | Треће место                |
| 4   | Парагвај  | 6 | 3 | 0 | 3 | 10 | 12 | −2  | 9    | Четврто место              |
|     |           |   |   |   |   |    |    |     |      |                            |
| 5   | Чиле      | 5 | 2 | 1 | 2 | 10 | 9  | +1  | 7    | Пето место                 |
| 6   | Венецуела | 5 | 2 | 1 | 2 | 4  | 6  | −2  | 7    | Шесто место                |
|     |           |   |   |   |   |    |    |     |      |                            |
| 7   | Еквадор   | 4 | 1 | 0 | 3 | 9  | 7  | +2  | 3    | Елиминисане у групној фази |
| 8   | Уругвај   | 4 | 1 | 0 | 3 | 6  | 9  | −3  | 3    | Елиминисане у групној фази |
| 9   | Боливија  | 4 | 0 | 0 | 4 | 1  | 16 | −15 | 0    | Елиминисане у групној фази |
| 10  | Перу      | 4 | 0 | 0 | 4 | 0  | 18 | −18 | 0    | Елиминисане у групној фази |

## Квалификације за међународне турнире

### Квалификовани тимови за Светско првенство у фудбалу за жене
Следеће три екипе из Конмебола су се квалификовале за Светско првенство у фудбалу за жене 2023. године, док су се два тима пласирала у међуконфедерационо плеј-оф.
| Екипа     | Квалификавале се | Претходни наступи на Светским првенствима1         |
| --------- | ---------------- | -------------------------------------------------- |
| Колумбија | 25. јул 2022.    | 2 (2011, 2015)                                     |
| Бразил    | 26. јул 2022.    | 8 (1991, 1995, 1999, 2003, 2007, 2011, 2015, 2019) |
| Аргентина | 29. јул 2022.    | 3 (2003, 2007, 2019)                               |

2 Италик означава домаћина за ту годину.

### Квалификовани тимови за Летње олимпијске игре
Следеће две екипе из Конмебола су се квалификовале за женски фудбалски турнир на Летњим олимпијским играма 2024.
| Екипа     | Квалификовале се | Претходни наступи на Олимпијским играма2     |
| --------- | ---------------- | -------------------------------------------- |
| Колумбија | 25. јул 2022.    | 2 (2012, 2016)                               |
| Бразил    | 26. јул 2022.    | 7 (1996, 2000, 2004, 2008, 2012, 2016, 2020) |

2 Италик означава домаћина за ту годину.

### Квалификовани тимови за Панамеричке игре
Следећа четири тима из Конмебола су се квалификовала за женски фудбалски турнир Панамеричких игара 2023, укључујући Чиле који се квалификовао као домаћин.
| Екипа     | Квалификовале се  | Претходни наступи на Панамеричким играма3 |
| --------- | ----------------- | ----------------------------------------- |
| Чиле      | 4. новембар 2017. | 1 (2011)                                  |
| Венецуела | 21. јул 2022.     | 0 (деби)                                  |
| Аргентина | 25. јул 2022.     | 5 (2003, 2007, 2011, 2015, 2019)          |
| Парагвај  | 26. јул 2022.     | 2 (2007, 2019)                            |

2 Италик означава домаћина за ту годину.